# На диком бреге (фильм)
«На диком бреге» — советский двухсерийный фильм 1966 года, снятый Анатолием Граником по одноимённой повести Бориса Полевого. Производство киностудии «Ленфильм».

## Сюжет
В центре сюжета — история противоборства главного инженера Петина, карьериста и очковтирателя, и Литвинова, опытного начальника строительства, цельного, прямого и великодушного человека. Действие фильма происходит на одной из сибирских строек.

## Роли исполняют
- Борис Андреев — Литвинов
- Всеволод Сафонов — Петин
- Елизавета Акуличева — Дина
- Алексей Глазырин — Дюжев
- Гиви Тохадзе — Капанадзе
- Александр Лазарев — Надточиев
- Олег Борисов — Петрович
- Татьяна Бестаева — Мурка
- Степан Крылов — Олесь Поперечный
- Николай Крюков — Иннокентий Седых
- Антонина Максимова — Ольга
- Павел Луспекаев — Гладышев

## Съёмочная группа
- Режиссёр-постановщик: Анатолий Граник
- Авторы сценария: Георгий Капралов, Анатолий Граник, Игнатий Дворецкий
- Главные операторы: Виктор Карасёв, Николай Жилин
- Художник-постановщик: Михаил Иванов
- Композитор: Валерий Гаврилин
- Текст песен: Лев Куклин
- Звукорежиссёр: Николай Косарёв

## Съёмки
Съёмки фильма велись в Москве, Дивногорске и Красноярске.

## Премьера
Премьера фильма состоялась 27 февраля 1967 года в Москве. За первый год кинопроката картину посмотрели 15,3 млн зрителей.

## Критика
Острота конфликта, многолинейность, разветвлённость сюжетных линий, естественно не оставляют времени для пристального и неторопливого вглядывания в поведение и жизнь каждого из героев, но сильный актерский состав настолько индивидуален, чёток и ярок, что веришь этим людям, даже если у них не вполне достаточно времени и поступков, чтобы развернуться во всю глубину.
— Софья Дунина, «Спутник кинозрителя»